# Taeniopteryx mercuryi
Taeniopteryx mercuryi — вид веснянок родини Taeniopterygidae. Цей вид мешкає у річках Південної Європи, зокрема в Італії та прилеглих регіонах.